# Patriarkalbasilika

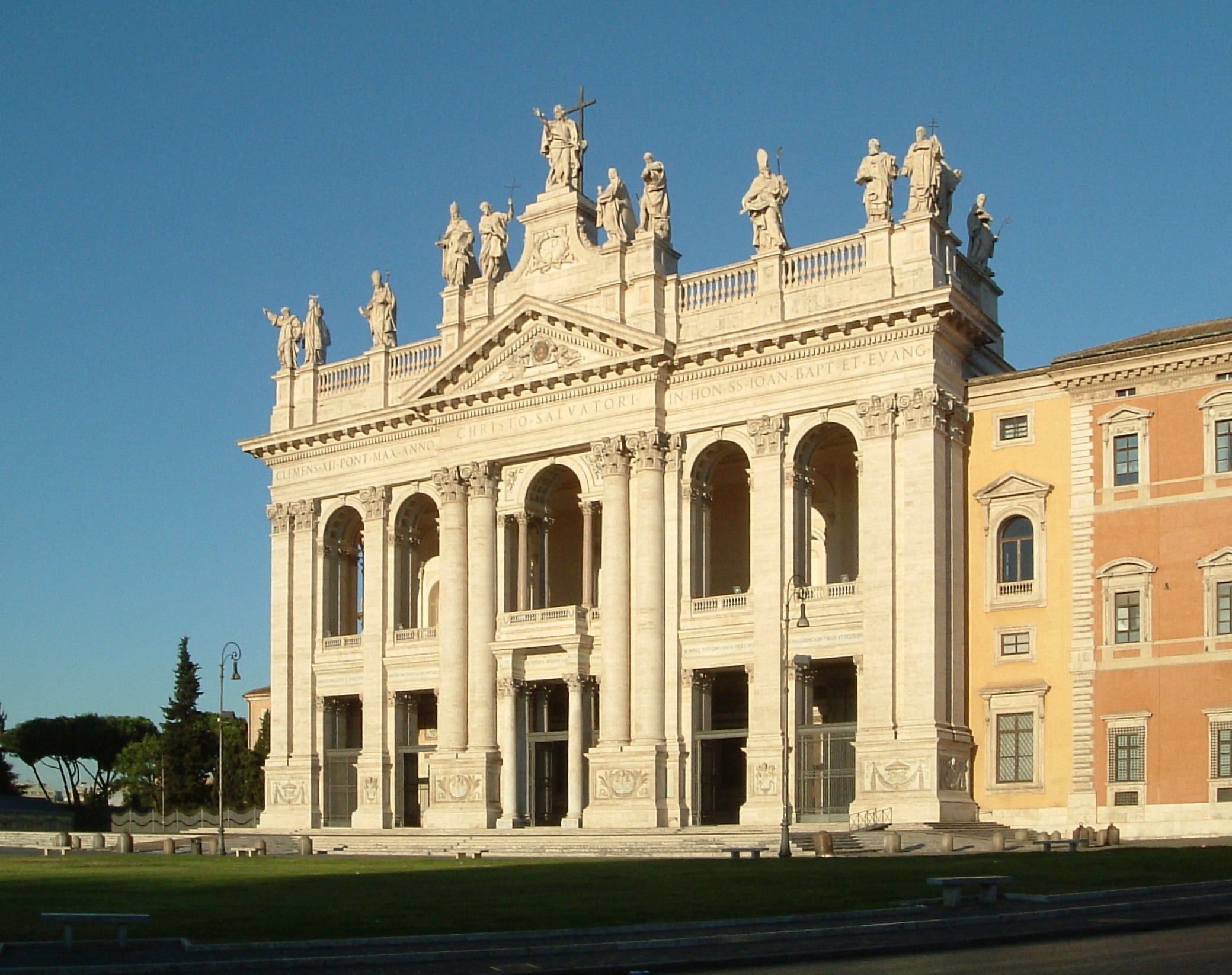
Roms katedral – San Giovanni in Laterano.

En patriarkalbasilika är någon av de fyra huvudbasilikorna eller större basilikorna (basilicae maiores) i Rom: Lateranbasilikan, Peterskyrkan, San Paolo fuori le Mura och Santa Maria Maggiore samt några mindre basilikor (basilicae minores) i Rom, bland andra San Lorenzo fuori le Mura, och annorstädes.
Högaltaret i de fyra större basilikorna, benämnt pontifikalaltare, är förbehållet påven eller en representant som utses av honom. Basilikorna har var sin helig port, Porta Santa, som öppnas i samband med det heliga året.

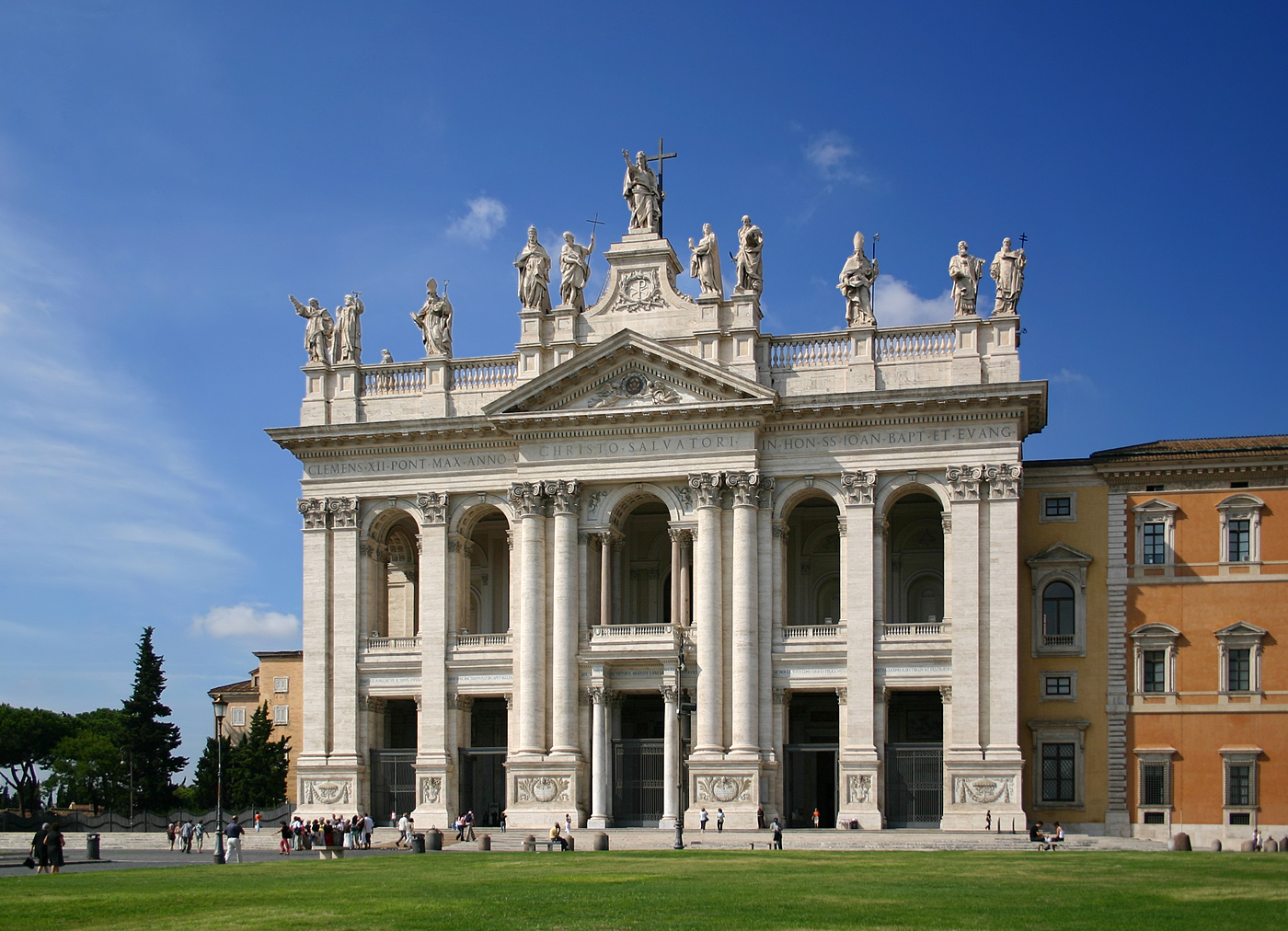
San Giovanni in Laterano.
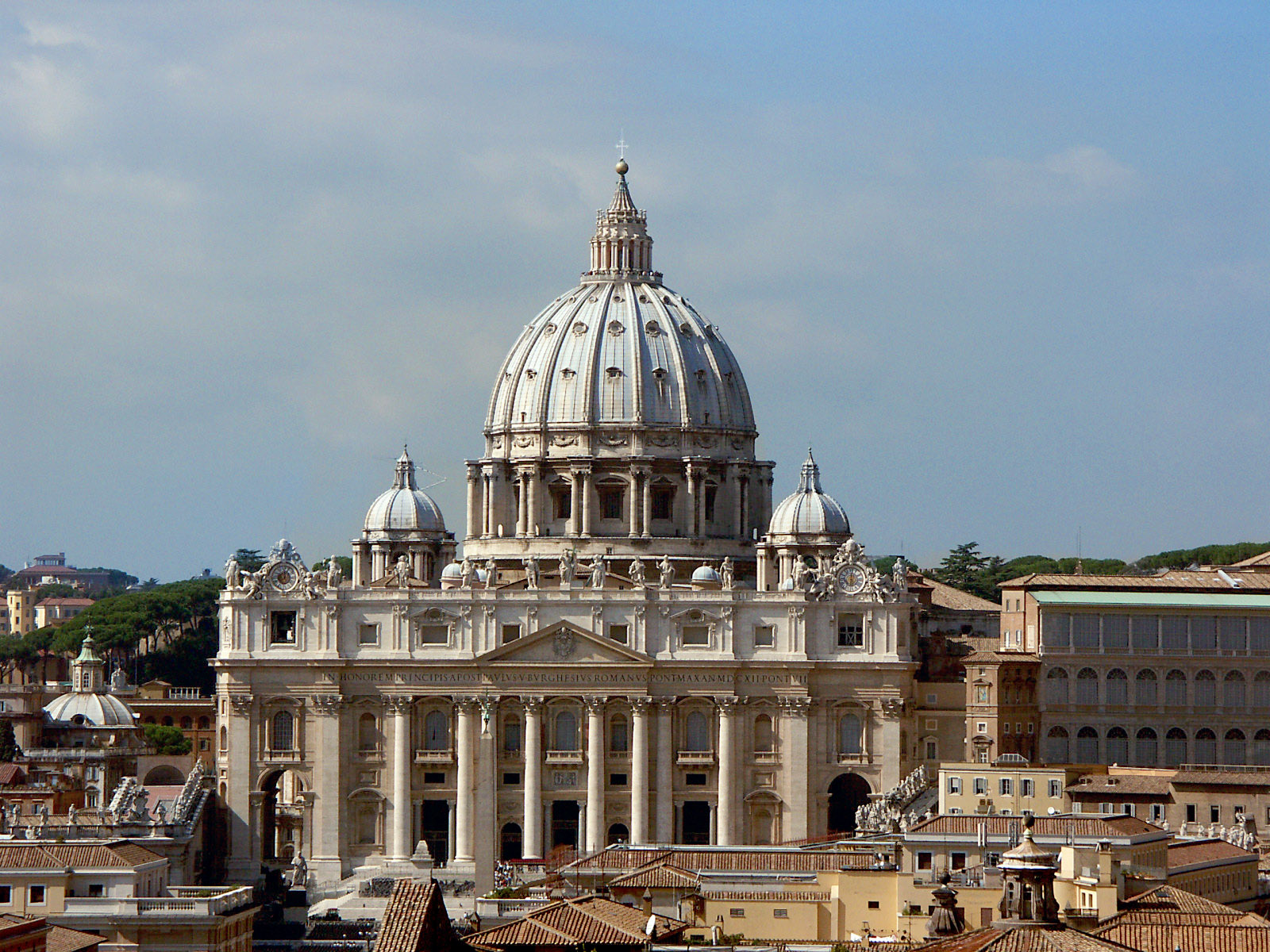
San Pietro in Vaticano.
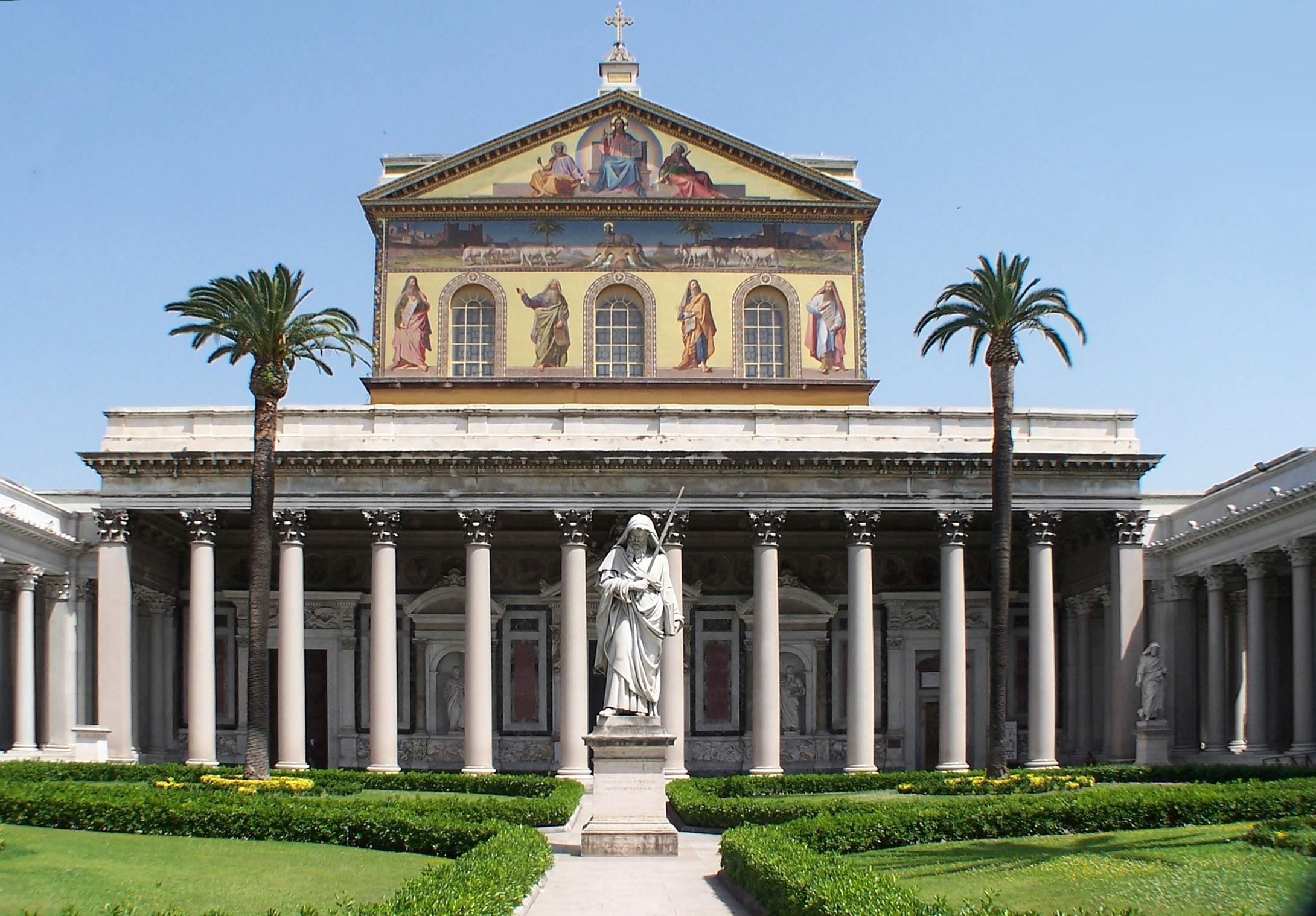
San Paolo fuori le Mura.
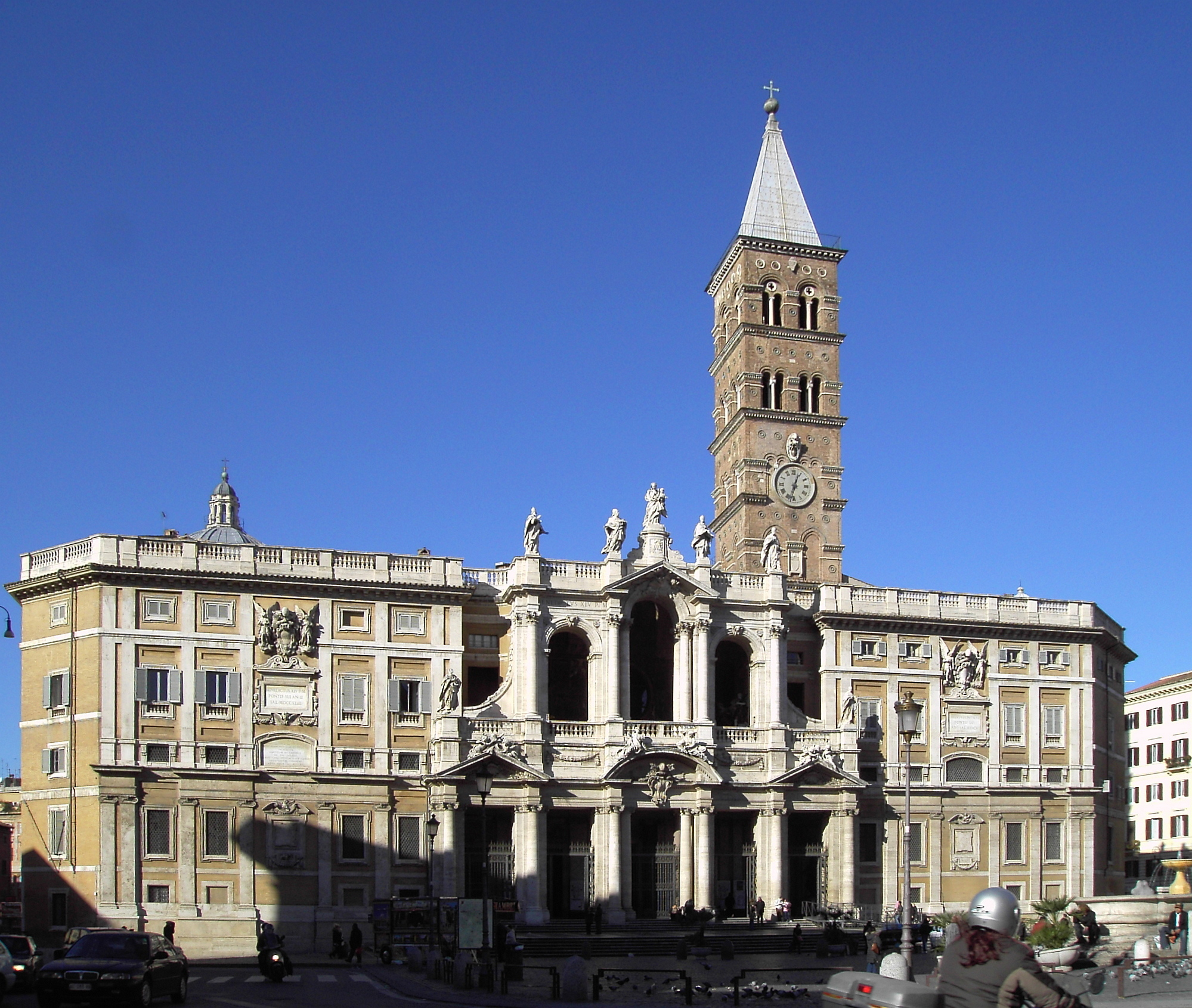
Santa Maria Maggiore.